# Ca$h – Das Eine-Million-Mark-Quiz
Ca$h – Das Eine-Million-Mark-Quiz war eine 45-minütige Quizshow im ZDF, die von Ulla Kock am Brink moderiert wurde.

## Konzept
An den Start ging es mit sechs Kandidaten. Einer davon musste die Sendung nach der ersten Runde verlassen. Die anderen fünf Kandidaten spielten zusammen, es gab auch „Terminatorrunden“, wurde die Terminatorfrage richtig beantwortet, war dem Spieler ein bestimmter Geldbetrag sicher – auch wenn das Team verliert – und der mögliche Gesamtgewinn des Spielers erhöhte sich, der Verlierer der Terminatorrunde musste die Show verlassen, ggf. mit dem Gewinn das der Spieler in einer vorigen Terminatorrunde gewonnen hatte, verlor der Käpt’n eine Terminatorrunde, nahm der siegreiche Spieler seinen Platz ein. Der Gesamtgewinn des Teams, also z. B. 10.000 DM, 25.000 DM oder eben 1.000.000 DM, wurde unter den verbliebenen Spielern aufgeteilt, die Gewinner der Terminatorrunde(n) bekamen mehr Geld als die restlichen Spieler, der Käpt’n miteinbezogen. Die Spieler mussten abwechselnd die Fragen beantworten, letztendlich musste aber der Käpt’n des Teams entscheiden, ob die Antworten stehen bleiben oder nicht. Im Laufe des Spiels gab es immer mehr Antwortmöglichkeiten bzw. es mussten mehrere richtige Antworten  gegeben werden. Dass sich das Team gegenseitig berät, war verboten. Die Moderatorin versuchte stets, die Kandidaten zum Weiterspielen zu animieren. Ab der 100.000 DM Frage stand dem Käpt’n ein Joker zur Verfügung, eine falsche Antwort wurde dann gelöscht.
Gewinnstufen
- 1.000.000 DM
- 500.000 DM
- 250.000 DM
- 100.000 DM
- 50.000 DM
- 25.000 DM
- 10.000 DM
- 5.000  DM

## Hintergrund
Ca$h wurde von der Pearson TV GmbH (aufgegangen in FremantleMedia) in den Studios der Magic Media Company produziert. Ca$h wurde vom 21. November 2000 bis 5. Juni 2001 und dann wieder vom 4. September bis 13. November 2001, zunächst dienstags und mittwochs, ab Mai 2001 nur noch dienstags um 20:15 Uhr im ZDF ausgestrahlt. Insgesamt gab es 46 Folgen – Folge 39 vom 11. September 2001 wurde aufgrund der Terroranschläge am 11. September 2001 auf den 18. September 2001 verschoben. Angelehnt war die Show an das amerikanische Vorbild GREED, das von 1999 bis 2000 ausgestrahlt wurde. 2001 brachte Hasbro ein Spiel zu Ca$h – Das Eine-Million-Mark-Quiz auf den Markt.